# خوسيه بارينتوس
خوسيه بارينتوس هو منافس ألعاب قوى كوبي، ولد في 18 مارس 1904، وتوفي في 27 سبتمبر 1945.

## وصلات خارجية
- خوسيه بارينتوس على موقع أوليمبيديا (الإنجليزية)